# 京都府立京都学・歴彩館

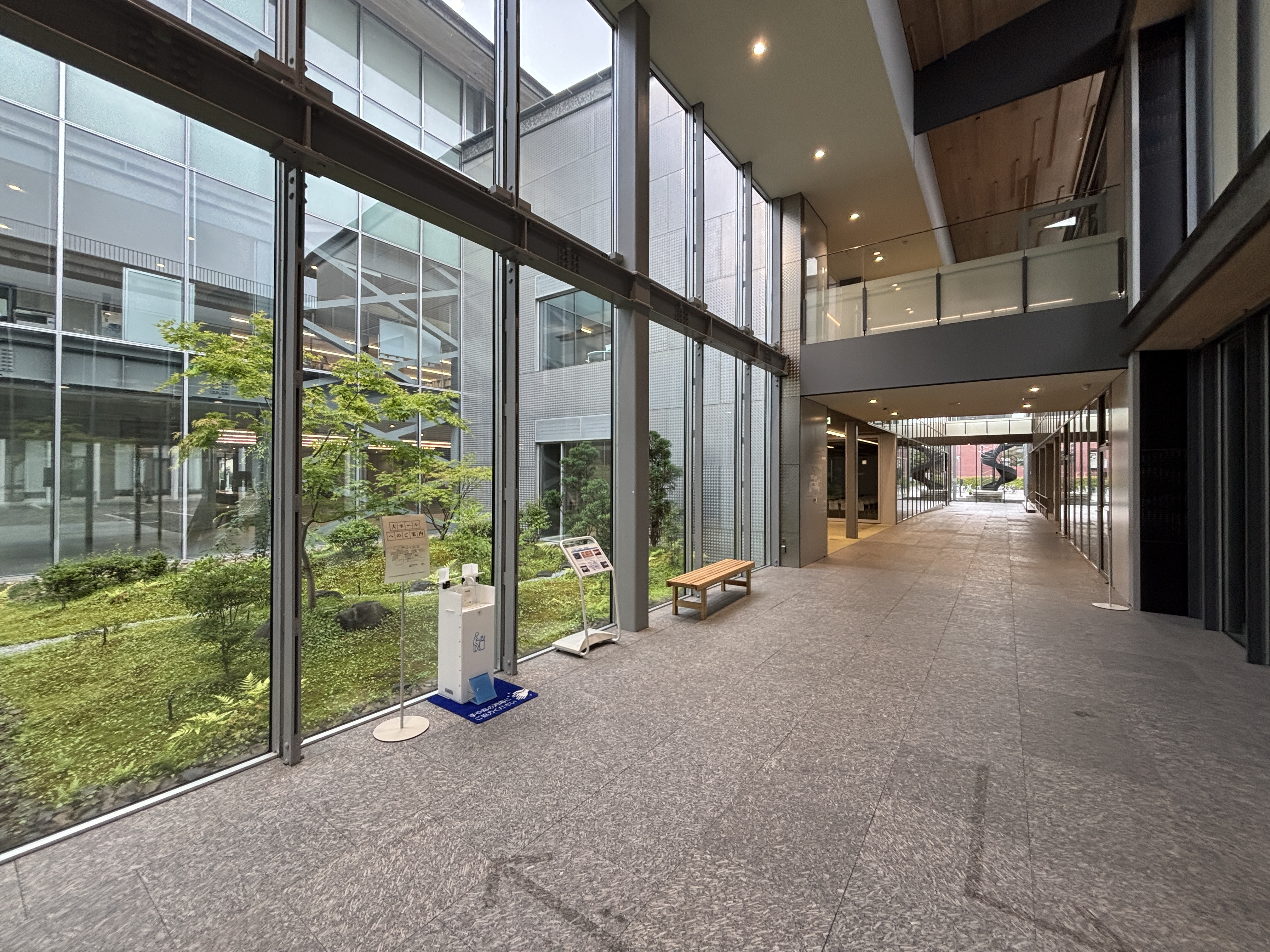
屋内環境

京都府立京都学・歴彩館（きょうとふりつきょうとがく・れきさいかん）は京都府京都市左京区にある図書館・文書館・博物館、また京都府立大学の付属図書館及び教室・講義室の機能を兼ね備えた総合文化施設である。

## 概要
2016年（平成28年）9月13日に閉館した京都府立総合資料館を引き継ぎ、同年12月23日に1階交流フロアの一部をプレオープン、2017年（平成29年）4月28日にグランドオープンした。
古文書・行政文書・写真資料などの85万点、京都府立大学・京都府立医科大学の附属図書館の20万冊、学術雑誌2,000種の合計100万近くに及ぶ資料がある。
2017年（平成29年）から、東京大学史料編纂所と連携して「陽明文庫」のデジタルデータ約5万コマを閲覧することができる。
建物は地上4階、地下2階である。1階に大ホール（484席）など、2階に閲覧室、京都府立大学付属図書館、京都府立医科大学付属図書館下鴨館など、3、4階に京都府立大学の教室などがある。
ホールの貸館業務や施設管理の一部はコングレ・日本管財・丸善雄松堂共同事業体が行い、資料収集・レファレンス業務、研究、展示等は京都府が直営で行っている。

## 文化財

### 国宝
東寺百合文書（24,067通）3,863巻、1,172冊、6帖、67幅、13,695通（附：貞享二年前田綱紀寄進文書箱94合）
東寺の宝蔵に伝来した膨大な文書群で、奈良時代（8世紀）から江戸時代末期に至る24,067通が国宝に指定されている。荘園関係文書をはじめとして、多岐にわたる文書が含まれ、経済史、仏教史のみならず、日本史研究全般にとって貴重な史料を多く含んでいる。掛軸・巻物等に改装されずに作成当初の形態を保ったまま保存されている文書が多いことも、史料としての価値を高めている。江戸時代の加賀藩主前田綱紀は、この文書の価値を認め、保存のための文書箱100合を1685年（貞享2年）に寄進している。「合」は蓋と身からなる容器を数える際の単位で、「百合文書」の名はここに由来する。

### 重要文化財
東寺観智院伝来文書典籍類 29巻、6冊、2帖、22通
東寺の子院・観智院に伝来したもので、「東寺百合文書」と混在していたが、総合資料館による調査の結果、分離されたものである。
革嶋家文書（2,459通）24巻、217冊、1帖、2,121通、23鋪、8枚 
京都市西京区川島地域の旧家・革嶋家（清和源氏義光流佐竹氏族の武家の子孫）に伝来した文書類で、2,459通が重要文化財に指定されている。鎌倉時代から大正時代に至る800年に亘って作成された家文書がまとまって伝存する点で貴重である。
京都府行政文書 15,407点
府庁文書12,641点、府庁史料2,110点、郡役所文書249点、豊岡県第十四・十五大区区務所文書18点、宮津藩政記録389点が重要文化財に指定されている。時代的には、1867年（慶応3年）の京都町奉行所廃止から、1947年（昭和22年）の地方自治法施行までのものが文化財指定対象となっている。豊岡県第14・15大区区務所文書と宮津藩政記録とは、それぞれ豊岡県、宮津県（いずれも明治時代初期に廃止）の旧蔵文書である。